# Pelinna
Pelinna (en llatí Pelinna, i també Pelinnaeum, en grec antic Πέλιννα o Πελινναῖον) era una ciutat de Tessàlia al districte d'Hestieòtide una mica per sobre de la riba esquerra del riu Peneios, segons diu Estrabó.
Sembla que era un lloc de certa importància i ja en parla Píndar. Alexandre el Gran hi va passar en el seu camí entre Il·líria i Beòcia, diu Flavi Arrià. A la mort d'Alexandre no es va revoltar contra Macedònia com altres ciutats de Tessàlia. En la guerra entre Roma i Antíoc III el Gran va ser ocupada pels athamans dirigits per Filip de Megalòpolis l'any 191 aC, però els romans, comandats per Mani Acili Glabrió la van recuperar poc temps després, diu Titus Livi.
Correspon a la moderna Gardikhi, on es conserven nombroses restes.